# Równowaga Donnana
Równowaga Donnana (równowaga membranowa, równowaga Gibbsa-Donnana) – równowaga ustalająca się między 2 roztworami przedzielonymi membraną półprzepuszczalną.

Schemat równowagi Gibbsa-Donnana w błonie komórkowej, oddzielającej cytoplazmę od płynu pozakomórkowego (extracellular)

Białka nie mogą przenikać przez błony półprzepuszczalne, ponieważ są wielkocząsteczkowymi koloidami, jednak dzięki występowaniu w formie jonów (kationów lub anionów) wpływają na rozmieszczenie elektrolitów dyfundujących przez błony komórkowe. W przestrzeni oddzielonej błonami półprzepuszczalnymi, niepozwalającymi na przechodzenie np. anionów białczanowych, zasada elektroobojętności zostaje zachowana w inny sposób. Ze strony, w której znajdują się jony  koloidalne, niezależnie od znaku, po tej stronie jest mniej jednoimiennych jonów elektrolitu, a więcej jonów o innym znaku, w porównaniu do roztworu po drugiej stronie błony. Zjawisko to polega więc na nierównomiernym rozmieszczeniu dyfundujących jonów elektrolitu, zależnym od stężeń jonów koloidalnych po obu stronach błony biologicznej. Odgrywa istotną rolę w procesach zachodzących w organizmach żywych.
- Skład elektrolitowy osocza i skład elektrolitowy przestrzeni śródmiąższowej są różne, przez stężenie jonów koloidalnych. W osoczu stężenie białka jest o wiele większe niż w płynie przestrzeni śródmiąższowej, przez to w osoczu stężenie jonów Cl−, HCO3-, anionów kwasów organicznych jest o wiele mniejsze.

- W krwinkach czerwonych stężenie kationów, szczególnie H+, jest dużo większe niż w osoczu, ponieważ jest w nich większe stężenie białka w postaci polianionu. Powoduje to różnice w odczynie obu składników - pH w erytrocycie jest niższe (7,19) niż pH osocza (7,4).

- Równowaga Donnana wpływa na wchłanianie leków, występujących w postaci jonów. Lek podany w postaci anionu drogą pokarmową jest łatwiej wchłaniany do organizmu, ponieważ w żołądku stężenie koloidalnych polianionów jest o wiele większe niż w osoczu.

Zjawisko ustalania się równowagi decyduje również o utrzymywaniu się potencjału spoczynkowego neuronów (polaryzacja błony komórkowej). 
Jest wykorzystywane przy oczyszczaniu koloidów z soli mineralnych.